# 長野縣道162號上田停車場線
長野縣道162號上田停車場線是日本長野縣上田市的一般縣道。實際單獨區間長度只有7米，是日本單獨區間最短的縣道。但總長度則包括與長野縣道77號長野上田線重複的區間（共長126.4米），故總長度不是日本最短的縣道。

## 概要
- 陸上距離：7m[1][2]
- 起點：上田市天神一丁目（長野新幹線、信濃鐵道線上田車站）
- 終點：上田市中央一丁目（中央1丁目交叉點＝國道141號交點）、長野縣道77號長野上田線共線。

## 地理

### 通過行政區
- 長野縣
上田市

### 交匯道路
- 長野縣道77號長野上田線（中央通・祝町大通）：上田車站城口交叉點 - 中央1丁目交叉點（終點）共線
- 國道141號：中央1丁目交叉點（終點）

### 沿線
- 上田車站（長野新幹線・信濃鐵道・上田電鐵）